# Игуменица
Игуменица (грч. Ηγουμενίτσα Igoumenitsa) град је у северозападној Грчкој и управно средиште округа Теспротија. Игуменица је важна лука и завршна тачка на савременом ауто-путу Игњација, другом по важности у Грчкој где трајекти превозе путнике на острво Крф.

## Географија
Игуменица се налази у северном делу јонског приморја историјске покрајине Епир, а наспрам јужног дела Крфа. Град је смештен у омањен заливу. Са истока Игуменицу затварају планине.
Клима у Игуменици је средоземна.

## Историја
У доба антике област Игуменице је била део подручја старе Грчке, али изван главних историјских токова. У то време насеље на овом месту било је познато као Титани или Гитани. У каснијим епохама долази владавина Римљана (167. п. н. е.), затим Византинаца и на крају Турака Османлија. Град је поново постао део савремене Грчке тек 1913. г. Други светски рат је тешко погодили град, јер се град налази на линији фронта првиг пола године ратовања. Префектура је протеклих деценија била осавремењена, али то није спречило исељавање становништва из њеног већег дела, поготово из пограничног планинског подручја на северу. Последњих година најважнија месна ствар је изградња савременог ауто-пута Игњација, који отвара много могућности граду за развој.

## Становништво
Игуменица данас има око 15.000 становника у општини, а мање од 10.000 у самом граду. По овоме је она једно од најмањих обласних седишта у Грчкој. Становништво су углавном етнички Грци. Кретање становништва по последњим пописима било је следеће:
| 1981. | 1991. | 2001. |
| ----- | ----- | ----- |
| 6.389 | 6.807 | 9.104 |

Кретање броја становника у општини по пописима:
| 1991.  | 2001.  |
| ------ | ------ |
| 11,608 | 14,710 |

## Привреда
Игуменица је одувек била лука за велико залеђе Епира. Данас, после изградње ауто-пута Игњација могуће гравитационо подручје луке знатно је проширено, што даје граду светлу будућност као значајније луке у држави. У околини града развијен је туризам.

## Галерија Игуменица
- Игуменица поглед са трајекта у луци
- Трајект у луци
- Трајект који вози до Италије
- Поглед на Игуменицу са трајекта из даљине